# Javier Gómez (acteur)
Pour les articles homonymes, voir Javier Gomez et Gomez.
Javier Gómez, né le 2 octobre 1960, à Buenos Aires, est un acteur argentin. Il est surtout connu pour avoir joué dans de nombreux telenovas, sur différentes chaines de télévisions hispaniques comme RCN Televisión, Telemundo, Caracol Televisión et TV Azteca.

## Filmographie

### Films
| Année | Titre                                | Rôle | Notes |
| ----- | ------------------------------------ | ---- | ----- |
| 1997  | Educación sexual en breves lecciones |      |       |
| 2000  | Cuando calienta el sol               |      |       |

### Télévision
| Année     | Titre                          | Rôle                         | Notes |
| --------- | ------------------------------ | ---------------------------- | ----- |
| 1993      | Valentina                      | Willy                        |       |
| 1994      | Prisionera de amor             | Humberto                     |       |
| 1995      | María la del Barrio            | Rosales                      |       |
| 1995      | Caminos cruzados               | Mario                        |       |
| 1996      | Te dejaré de amar              | Sebastián Larios             |       |
| 1996      | Canción de amor                | Rodrigo Pinel                |       |
| 1997      | Rivales por accidente          | Luciano                      |       |
| 1998      | Señora                         | Eduardo Covarrubias          |       |
| 1998      | Reina de corazones             | Germán Andueza               |       |
| 1999      | Marido y mujer                 | Javier Zanetti               |       |
| 2000      | Golpe bajo                     | Rodrigo Prado                |       |
| 2001      | Pedro el escamoso              | César Luis Freydell          |       |
| 2002      | Vale todo                      | Marco Aurélio                |       |
| 2002      | Todo contigo                   | Manuel                       |       |
| 2003      | El auténtico Rodrigo Leal      | George Quintana              |       |
| 2004      | La mujer en el espejo          | Gabriel Mutti                |       |
| 2006      | La diva                        | Abel Gómez                   |       |
| 2007      | Sin vergüenza                  | Raimundo Montes              |       |
| 2007      | Duas Caras                     | Dr. Hildalgo                 |       |
| 2009      | La bella Ceci y el imprudente  | Eduardo Sáenz                |       |
| 2009      | Pasión Morena                  | Lucio Sirenio                |       |
| 2010      | Malparida                      | Roberto Doval Padre          |       |
| 2011      | Los herederos del Monte        | Emiliano López Oberto        |       |
| 2012      | La mujer de Judas              | Marcos Rojas                 |       |
| 2013      | Destino                        | Rolando Vargas Montero       |       |
| 2014      | En otra piel                   | Jorge Larrea / Julián Larrea |       |
| 2017–2018 | Entreolivos                    | Mario Fuentes                |       |
| 2017      | Venganza                       | Ramón Piedrahita             |       |
| 2018      | Luis Miguel: The Series        | Jaime Camil                  |       |
| 2019      | El Dragón: Return of a Warrior | Carlos Duarte                |       |

## Awards and nominations
| Year | Organisation          | Award          | film         |
| ---- | --------------------- | -------------- | ------------ |
| 2014 | Premios Tu Mundo 2014 | Premier Acteur | En otra piel |